# Señal Colombia
Señal Colombia és un canal de televisió nacional colombià establert i finançat pel govern. El seu objectiu és difondre programes educatius i culturals que reflecteixin la cultura i els gustos locals de la població colombiana. Llançat el 1970 com a Canal 11, es coneixia com a Cadena Tres o Canal Tres a finals dels anys vuitanta i principis dels noranta i ha utilitzat el seu nom actual des del 13 de desembre de 1995.